# 馬場英夫 (陸士24期)
馬場 英夫（ばば ひでお、1889年（明治22年）12月17日 - 1970年（昭和45年）1月28日）は、大日本帝国陸軍軍人。最終階級は陸軍少将。功三級。旧姓は我沢。

## 経歴
1889年（明治22年）に岡山県で生まれた。陸軍士官学校第24期、陸軍大学校第36期卒業。1936年（昭和11年）8月1日に陸軍歩兵大佐に進級し、戦車第1連隊長に就任。1937年（昭和12年）8月3日に戦車第1大隊長（第1軍）となり、日中戦争に出動するが、敵地侵攻中に敵弾を受け両眼を失明。10月15日に留守第12師団司令部附となり、1939年（昭和14年）3月9日に陸軍少将に進級し待命、3月22日に予備役に編入された。
1947年（昭和22年）11月28日、公職追放仮指定を受けた。

## 栄典
勲章等
- 1940年（昭和15年）8月15日 - 紀元二千六百年祝典記念章[4]